# Cathorops hypophthalmus
Cathorops hypophthalmus és una espècie de peix de la família dels àrids i de l'ordre dels siluriformes.

## Morfologia
Els mascles poden assolir els 35 cm de llargària total.

## Distribució geogràfica
Es troba a Centreamèrica: Panamà.